# Thérèse Eriksson
Thérèse Eriksson, född 25 december 1982, är en svensk författare och föreläsare, som arbetar med att sprida kunskap och förståelse för ätstörningar och självskadebeteende. Hon är utbildad beteendevetare med en fil. kand. i psykologi från Lunds universitet
och studerar teologi med avsikt att bli präst inom Svenska kyrkan. År 2008 var Thérèse Eriksson en av fem initiativtagare till den ideella föreningen SHEDO, vars syfte är att upplysa om självskadebeteende och ätstörningar samt stötta drabbade och anhöriga.

## Böcker
Eriksson har skrivit boken Slutstation rättspsyk tillsammans med Sofia Åkerman , som gavs ut 16 november 2011 på bokförlaget Natur & Kultur. Boken handlar om tvångsvårdade kvinnor vid rättspsykiatrin i Sundsvall, som inte dömts för något brott. I boken framförs kritik mot behandlingen av kvinnorna.
Eriksson har även skrivit boken Möt mig som jag är, utgiven av Libris förlag 2014, som diskuterar hur unga med psykisk ohälsa kan bemötas inom Svenska kyrkan.